# 令狐愚
令狐 愚（れいこ ぐ）は、中国三国時代の魏の政治家。本名は令狐 浚（-しゅん）。字は公治。本貫は并州太原郡。
おじの王淩と共に曹彪の擁立を計画したが、自身の死後に事が露呈し、三族皆殺しとなった。

## 生涯
黄初年間、魏の和戎護軍の官にあった。田豫が胡の討伐で功を挙げた時、少し指令に違反した点があり、令狐浚はこれを法によって取り締まった。皇帝の曹丕はこのことに怒り、令狐浚が罪に問われ、免職となった。この時の詔に「浚何愚（浚は何と愚かなことか）」とあったことから、令狐浚は名を愚と改めた。
曹芳の時代に当たる正始年間に入り、曹爽によって長史に任用された。正始6年（245年）には地方に出て兗州刺史となった。
当時、令狐愚のおじの王淩は都督揚州諸軍事などの官にあり、おじとおいが揃って、淮南地方で重きを成していた。2人は、幼帝の曹芳では臣下に権力を抑えられ、君主の任に堪えないと考え、年長で才覚のある曹彪を擁立して、曹氏を興隆させたいと考えた。嘉平元年（249年）9月、令狐愚は将軍の張式を使者として、白馬の曹彪の下へ派遣した。11月には再び張式が曹彪の下へ派遣されたが、彼が帰還する前に、令狐愚は病死した。
令狐愚の死後も、王淩はクーデターの野望を持ち続けた。嘉平3年（251年）、王淩は将軍楊弘を、令狐愚後任の兗州刺史黄華の下へ派遣し、その計画を告げた。黄華と楊弘は連名でこれを司馬懿に密告。司馬懿が軍を率いて迫ると王淩は降伏し、手を後ろで縛りこれを出迎えた。司馬懿から縛めを解かれ、慰労を受けた後に、都へ送還されることになったが、項という地に着いた時、王淩は毒薬を飲んで自殺した。

その後、張式も自首し、彼らの計画は全て明るみに出た。曹彪は死を賜り、王淩・令狐愚は罪人として墓を暴かれ、屍を3日間市場に晒された。また彼らの三族は皆殺しとなった。兗州の武官の馬隆は、令狐愚の食客であったことに託け、私財を投じてその遺体を殯葬し、3年の喪に服した。その行いは州において美談と称えられた。
令狐愚は無官の時代から高邁な志を掲げ、当時の人々からは、令狐氏を栄えさせる存在と評価された。しかし族父の令狐邵だけは「愚は才気には溢れているが、徳を修めず野心が膨大で、必ずや我が一門を滅ぼすだろう」と評した。令狐愚はこの言葉を聞き、内心不満を抱いた。令狐愚は出仕した後、様々な官を歴任し、その度に名声を上げた。この時になって令狐愚は令狐邵に尋ねた。「以前、大人は私が一族を滅ぼすと言われましたが、今の私はどのようになりますでしょうか？」。令狐邵は令狐愚に対しては答えず、後に妻子に向けて述べた。「公治（令狐愚）の性質・度量は今までどおりで、最後には破滅するだろう。私が（長生きして）連座するかどうかは分からぬが、お前たちには（罪が）及ぶだろうな」と。令狐邵の死から十余年を経て、令狐愚の三族は皆殺しとなった。令狐邵の子の令狐華は弘農郡丞の官にあったが、令狐愚とは遠縁であることから、連座は免れた。